# Черни, Валериан Александрович
Валериан Александрович Черни (1855—1886) — российский писатель

-фельетонист и художник-акварелист и карикатурист.

## Биография
Валериан Черни родился на Кавказе в 1855 году, воспитывался во Франции, а затем поступил на службу в один из русских армейских гусарских полков.
Ещё на школьной скамье он начал писать стихи, а с начала 1870-х годов стал постоянным сотрудником еженедельного художественно-юмористического журнала «Стрекоза», откуда скоро перешёл в «Петербургский листок», одновременно размещая свои рисунки в журнале карикатур «Шут».
Обладая бойким и легким фельетонным слогом, В. А. Черни был в то же время талантливым художником-акварелистом, причём его остроумие давало ему возможность рисовать прекрасно и карикатуры. Он работал под псевдонимами: «Валериан Негри», «Знакомый Незнакомец» и «Знакомец». Его перу принадлежат несколько водевилей.
Валериан Александрович Черни умер в городе Твери от чахотки 15/16 марта 1886 года, на 31-м году жизни.